# Liège-i Köztársaság
A Liège-i Köztársaság (franciául: République liégeoise) egy rövid életű köztársaság volt a mai Belgium területén. A Liège-i Püspökség területén jött létre az 1789. augusztusi forradalom után. Szinte ugyanabban az időben jött létre az Egyesült Belga Államok is, a brabanti forradalom után. 1791-ben a porosz–osztrák csapatok legyőzték a köztársaságot, és visszaállították a püspöki hatalmat.

## A forradalom
1789. augusztus 18-án Jean-Nicolas Bassenge és több demokrata a Hôtel de Ville-be érkezett. A városban követelték a helyi bírák, valamint két népszerű polgármester, Jacques-Joseph Fabry és Jean-Remy de Chestret lemondását. Még aznap Saint Walburge erődje a forradalmárok kezére került. A püspököt, César-Constantin-François de Hoensbroecket visszarendelték a seraingi nyári szállásáról, hogy ratifikálja az új hivatalnokok kinevezését és az 1684-es rendelet eltörlését. Néhány nappal később a püspök titokban elhagyta a várost, és Trierbe költöztette át székhelyét. A Német-római Birodalom tanácsa és II. József császár elítélte a köztársaság tevékenységét, és felszólított a régi rendszer és a püspök hatalmának visszaállítására.
A liège-i radikálisok átvették a hatalmat, majd kikiáltották a köztársaságot, három évvel a franciaországi események előtt. 1791. január 12-én a püspök a porosz–osztrák seregek élén visszatért, ezzel megszűnt a köztársaság, vezetői pedig Franciaországba menekültek.

## Törvények
A köztársaság egyik legelső intézkedése az „Emberi jogok és Franchimont polgárai jogainak nyilatkozata” című alkotmány elfogadása volt 1789. szeptember 16-án. Az alkotmányra nagy hatással volt az Emberi és polgári jogok nyilatkozatának tartalma, de voltak benne eltérések is:
- 3. §: A szuverenitás a népé [és nem a nemzeté]
- 10. §: Minden polgárnak megadatik a szabad gondolkodás [korlátozás nélkül]
- Az Emberi és polgári jogok nyilatkozatának 17. §-a, a polgári jogok egy része hiányzik, mivel ez már 1196 óta a helyiek érvényben lévő kiváltsága volt.

## Fordítás
Ez a szócikk részben vagy egészben  a   Republic of Liège című angol Wikipédia-szócikk ezen változatának fordításán alapul.  Az eredeti cikk szerkesztőit annak laptörténete sorolja fel. Ez a jelzés csupán a megfogalmazás eredetét és a szerzői jogokat jelzi, nem szolgál a cikkben szereplő információk forrásmegjelöléseként.